# Rob de Graaf
Rob de Graaf (1952) is een Nederlandse toneelschrijver, vooral bekend vanwege zijn theaterteksten voor bewegingstheater, en zijn samenwerking met theatermaker Marien Jongewaard en toneelgezelschap Dood Paard.
De Graaf volgde een bibliotheek- en documentatieopleiding en werkte enige tijd als journalist. In 1978 begon hij met schrijven voor het theater, voor gezelschap Nieuw West, wat hij opzette samen met Jongewaard en Dik Boutkan. Tot 1993 schreef hij voor dit gezelschap, en sindsdien schrijft hij voor een verscheidenheid aan toneelgezelschappen. De Graaf won tweemaal de Taalunie Toneelschrijfprijs, in 1996 voor 2SKIN en in 2007 voor Vrede. In 2003 won hij de Charlotte Köhler-prijs voor Neanderdal. Ook leidde De Graaf tussen 1991 en 1996 de mime-opleiding aan de Amsterdamse Toneelschool.
Zijn toneelteksten zijn uitgegeven bij: IT&FB, De Geus en De Nieuwe Toneelbibliotheek.

## Toneelteksten
- De laatste vriend van Napoleon (2014)
- Beton (2014)
- Botox angels (2014)
- In die nag (2012)
- Pleinvrees (2012)
- Freetown (2010)
- Interest (2009)
- Met Joran aan zee (2009)
- Stalker (2009)
- Amateurs (2008)
- Vrede (2006)
- Schorselwoensdag (in samenwerking met Daniëlle Wagenaar) (2006)
- Witte donderdag (in samenwerking met Daniëlle Wagenaar) (2006)
- De nieuwe Messias (in samenwerking met Daniëlle Wagenaar) (2006)
- Schuur (2006)
- Het harde rood van mijn gelijk (2006)
- AHAB Moby Dick (2006)
- Het Grote Winteravondboek (in samenwerking met Marien Jongewaard) (2006)
- De kleine natuur (2005)
- Spaanse Schans (2005)
- Love (2005)
- Geslacht (2004)
- Ren Lenny Ren (i.s.m Thomas Acda en Paul de Munnik) (2004)
- Bloeddochters (2003)
- Omtrent PP (2003)
- Pony (2003)
- Moeder3logie (2002)
- De biel (2002)
- Hand (2002)
- Ik vond die panerotische theorie van Cynthia toch redelijk indrukwekkend (2002)
- De zoete zee (2002)
- Cliff (2001)
- Zandmeisje (2001)
- Neanderdal (2001)
- Ko (2001)
- Iris en de nacht (2000)
- Als alles mag (2000)
- Terugkeer (2000)
- Rob - with a little help from my friends (2000)
- Post-keramisch (2000)
- Mission Impossible (1999)
- Brazil Now (1999)
- Aurora (1999)
- Talkshow (1999)
- Het vergeten verdrag (1998)
- Khaliva (1998)
- Eeuwige Lente (1998)
- Stuifzand (1998)
- Pisstof (1997)
- Batu Badaun (1997)
- Nu zou hij moeten spreken (1997)
- Braak (1996)
- 2SKIN (1996)
- Peter Pan (1996)
- De meemaaksters (1996)
- Liberia (1995)
- Metamorphosen (1995)
- Nachtwacht (1995)
- Go Home (1994)
- Tama (1994)
- Donald (1993)
- A world of their own (1993)
- Operations spirituales (1993)
- Het Ontbijt (co-auteur) (1993)
- Four Roses (1992)
- Drift (1992)
- Les enfants du paradis (1992)
- Space (1992)
- Dominique (1991)
- En een kleine jongen zal ze hoeden (1991)
- Oost, een experiment (1991)
- A Hard Day’s Night (1991)
- Het nieuwe bouwen (1991)
- De nichus (1990)
- Pavlov (1990)
- Lever (1990)
- Ammorbidire (1990)
- Oidipous Royal Baby (1990)
- Leger (1990)
- Leger des Heils (1990)
- Badeloch (1989)
- Pygmalion (1989)
- Marie Boodschap (1988)
- Ons offer, uw voordeel (1987)
- Rinus (1987)
- Alleen, alleen op de wereld (1986)
- Senzachrome (1984)
- Sweet Inspiration (1984)
- Bikini (1984)
- Prae/Panta Rhei (1982)
- Below Zero (1981)
- New African Designs After the Second World War (1979)
- We hebben je op het toneel gezien. Je stond daar maar en je deed niets (1978)
- Petra, een actueel kunstprogramma (1978)

- Gemeinsame Normdatei: 173579396
- International Standard Name Identifier: 0000 0000 4852 9422
- Library of Congress Control Number: no2007085758
- Nationale Bibliotheek van Tsjechië: mub2012694155
- Nederlandse Thesaurus van Auteursnamen: 074953257
- Système universitaire de documentation: 082957509
- Virtual International Authority File: 24383337
- WorldCat: E39PBJw4ygyWwBGCJJR6fFJhpP